# Karen Lewoni Grigorjan

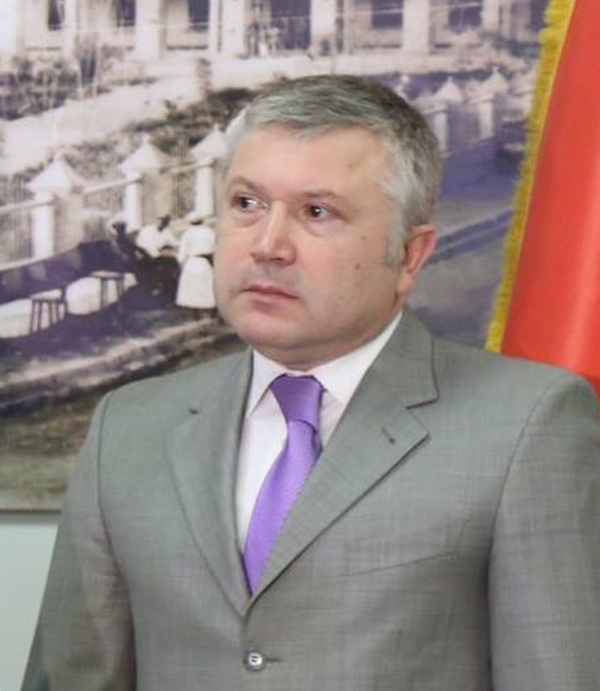
Karen Grigorjan

Karen Lewoni Grigorjan (armenisch Կարեն Լևոնի Գրիգորյան; * 15. August 1968 in Jerewan) ist ein armenischer Diplomat. Er war von 2014 bis Oktober 2018 der armenische Botschafter im Irak und ist seit November 2018 der armenische Botschafter in Ägypten.

## Leben
Karen Grigorjan studierte von 1985 bis 1992, unterbrochen von seinem Wehrdienst bei der Roten Armee von 1987 bis 1989, an der Staatlichen Universität Jerewan und graduierte dort in Arabistik. 1993 besuchte er das Diplomatische Institut des ägyptischen Außenministeriums in Kairo.
Er ist verheiratet und hat einen Sohn und eine Tochter.

## Diplomatischer Werdegang
Im auswärtigen Dienst ist Karen Grigorjan seit 1994. Auslandseinsätze hatte er von 1995 bis 1997 im armenischen Konsulat in Aleppo, von 1995 bis 1997 an der Botschaft in Beirut und von 2002 bis 2004 an der Botschaft in Damaskus. Vor seinem Einsatz in Damaskus war er vorübergehend Leiter der Abteilung für den nahen Mittleren Osten, Nordafrika, die arabischen afrikanischen Länder und Israel im armenischen Außenministerium. An der Botschaft in Damaskus war er später von 2006 bis 2009 stellvertretender Missionsleiter. Von 2011 bis 2014 war er der Generalkonsul Armeniens in Aleppo.
Seit dem 26. Juni 2014 war er in seinem ersten Einsatz als Botschafter der armenische Botschafter in Bagdad. Er tritt damit die Nachfolge des Moskauer Baumagnaten Murad Muradian an, der 2010 überraschenderweise zum ersten Botschafter Armeniens im Irak ernannt worden war. Grigorjans Amtszeit im Irak dauerte bis zum 25. Oktober 2018. Zum 25. November 2018 wurde er zum armenischen Botschafter in Kairo ernannt. Er löst dort Armen Melkonjan ab. Neuer Botschafter im Irak wurde Hratschia Poladjan.

## Auszeichnungen
2013: Mkhitar-Gosh-Medaille, verliehen durch den Staatspräsidenten Sersch Sargsjan